# 蒂爾登 (德克薩斯州)
蒂爾登（英語：Tilden）是一個位於美國德克薩斯州麥克馬倫縣的城市。根據2010年美國人口普查，該地共人口294人，而該地的面積約為0.91平方千米。同時該地也是麥克馬倫縣的縣治。

## 地理
蒂爾登的座標為28°27′43″N 98°32′57″W / 28.46194°N 98.54917°W，而該地的平均海拔高度為76米（即249英尺）。